# Take Five
Take Five – instrumentalny utwór muzyczny z gatunku jazzu, nagrany przez The Dave Brubeck Quartet i wydany w 1959 roku na płycie Time Out; singiel z tym utworem należy do najlepiej sprzedających się płyt z jazzem instrumentalnym. 
Kompozycja Paula Desmonda, saksofonisty tej grupy, stała się jednym z najsławniejszych standardów jazzowych dzięki motywowi przewodniemu granemu na saksofonie oraz nietypowemu metrum, które jest podkreślane monotonnym akompaniamentem fortepianowym (utwór ma metrum 5/4 - stąd też jego nazwa). Chociaż nie jest to pierwszy utwór jazzowy z takim metrum, to wcześniejsze kompozycje tego typu nie zyskały popularności. 
Utwór zawiera również solo perkusyjne autorstwa wybitnego perkusisty Joe Morello, wówczas członka zespołu.
Utwór ten stał się hitem list przebojów mimo opanowania tych list w tamtych czasach przez utwory z gatunku rock and roll. Nagrania utworu wykorzystano w wielu filmach, zaś w Polsce rozpoczynał on w latach 80. program Studio Lato.